# Halowe Mistrzostwa Świata w Lekkoatletyce 2004 – bieg na 3000 m mężczyzn
Bieg na 3000 m mężczyzn – jedna z konkurencji rozgrywanych podczas halowych mistrzostw świata w lekkoatletyce w 2004. Eliminacje odbyły się 5 marca, a finał został rozegrany 6 marca.
Do eliminacji zgłoszonych zostało 23 zawodników z 17 państw.
Zawody w tej konkurencji wygrał reprezentant Kenii Bernard Lagat. Drugą pozycję zajął zawodnik z Portugalii Rui Silva, trzecią zaś reprezentujący Etiopię Markos Geneti.

## Wyniki

### Eliminacje
Źródło: 
Bieg 1
| Miejsce | Zawodnik              | Państwo                       | Wynik   | Uwagi |
| ------- | --------------------- | ----------------------------- | ------- | ----- |
| 1.      | Markos Geneti         | Etiopia                       | 7:52,08 |       |
| 2.      | Rui Silva             | Portugalia                    | 7:52,14 |       |
| 3.      | Antonio David Jiménez | Hiszpania                     | 7:52,25 |       |
| 4.      | Gert-Jan Liefers      | Holandia                      | 7:52,75 |       |
| 5.      | Hicham Bellani        | Maroko                        | 7:53,10 |       |
| 6.      | Boaz Kisang Cheboiywo | Kenia                         | 7:53,69 |       |
| 7.      | Bolota Asmerom        | Stany Zjednoczone             | 7:53,86 |       |
| 8.      | Wiaczesław Szabunin   | Rosja                         | 7:53,92 | SB    |
| 9.      | John Mayock           | Wielka Brytania               | 7:54,41 |       |
| 10.     | Khoudir Aggoune       | Algieria                      | 7:55,94 | SB    |
| 11.     | Euclides Varela       | Republika Zielonego Przylądka | 8:19,17 | NR    |
| –       | Dieudonné Disi        | Rwanda                        | DNS     |       |

Bieg 2
| Miejsce | Zawodnik           | Państwo           | Wynik   | Uwagi |
| ------- | ------------------ | ----------------- | ------- | ----- |
| 1.      | Bernard Lagat      | Kenia             | 7:47,70 |       |
| 2.      | Craig Mottram      | Australia         | 7:48,09 | NR    |
| 3.      | Abiyote Abate      | Etiopia           | 7:48,25 |       |
| 4.      | Sergio Gallardo    | Hiszpania         | 7:48,27 | PB    |
| 5.      | Serhij Łebid       | Ukraina           | 7:48,28 |       |
| 6.      | Kevin Sullivan     | Kanada            | 7:48,38 |       |
| 7.      | Muhammad Amin      | Maroko            | 7:49,92 |       |
| 8.      | Jonathon Riley     | Stany Zjednoczone | 7:55,58 | SB    |
| 9.      | Günther Weidlinger | Austria           | 7:59,82 |       |
| 10.     | Thomas Mayo        | Wielka Brytania   | 8:03,88 |       |
| 11.     | Ajmal Amirov       | Tadżykistan       | 8:38,37 | NR    |

### Finał
Źródło: 
| Miejsce | Zawodnik              | Państwo    | Wynik   | Uwagi |
| ------- | --------------------- | ---------- | ------- | ----- |
| 01 !    | Bernard Lagat         | Kenia      | 7:56,34 |       |
| 02 !    | Rui Silva             | Portugalia | 7:57,08 |       |
| 03 !    | Markos Geneti         | Etiopia    | 7:57,87 |       |
| 4.      | Antonio David Jiménez | Hiszpania  | 7:58,23 |       |
| 5.      | Sergio Gallardo       | Hiszpania  | 7:58,96 |       |
| 6.      | Gert-Jan Liefers      | Holandia   | 8:02,86 |       |
| 7.      | Kevin Sullivan        | Kanada     | 8:03,34 |       |
| 8.      | Muhammad Amin         | Maroko     | 8:03,50 |       |
| 9.      | Hicham Bellani        | Maroko     | 8:03,73 |       |
| 10.     | Craig Mottram         | Australia  | 8:03,82 |       |
| 11.     | Abiyote Abate         | Etiopia    | 8:09,71 |       |
| 12.     | Serhij Łebid          | Ukraina    | 8:14,32 |       |